# Готическая симфония (Годар)
Готическая симфония (фр. Symphonie gothique) Op. 23 ля минор — произведение для симфонического оркестра, написанное Бенжаменом Годаром в 1874 году. Посвящено Камилю Сен-Сансу. Примерная продолжительность звучания 20 минут.
Симфония представляет собой сюиту в старинном стиле в пяти частях, её название не отсылает к готическому стилю в строгом смысле этого слова, но, как это нередко бывало во французской музыке конца XIX века, означает вообще ориентацию на старину — в данном случае, скорее на барочную музыкальную традицию и на сюиты Георга Фридриха Генделя; позиционирование такой сюиты как симфонии не могло не представляться современникам экзотическим и вызывающим жестом. Один из первых рецензентов симфонии, Луи Галле, усомнился в уместности названия, в целом довольно высоко отозвавшись о самом произведении. Ни одна из частей симфонии не выдержана в сонатной форме.
Отзывы критики о Готической симфонии были смешанными; публика в наибольшей степени оценила четвёртую часть (жигу). Музыкальный словарь Гроува в первом издании (1889) отзывается о симфонии как «неинтересной»; напротив, американская музыкальная энциклопедия под редакцией У. Дертика (1888) отмечает её «блестящее гармоническое строение» (англ. brilliant harmonic construction).

## Состав
1. Maestoso
2. Andantino quasi allegretto
3. Grave ma non troppo lento
4. Presto
5. Allegro non troppo

## Исполнения и записи
Дата премьеры симфонии достоверно неизвестна. Галле характеризует исполнение 11 ноября 1883 года (Оркестр Падлу под управлением автора) как премьерное, однако в программе концертов Национального общества музыки Готическая симфония значилась уже 27 апреля 1878 года. Партитура была опубликована в Германии в 1883 году.
Первую запись симфонии осуществил в 2015 году Симфонический оркестр Мюнхенского радио (в составе альбома симфонической музыки Годара), дирижёр Давид Рейланд.
Альбер Рено переложил Готическую симфонию Годара для органа.